# Pieve di Sant'Antonino Martire (Felino)
La pieve di Sant'Antonino Martire, nota anche come pieve di Barbiano, è un luogo di culto cattolico dalle forme neoclassiche situato in via Ricò 17 a Barbiano, piccola frazione collinare di Felino in provincia e diocesi di Parma; è sede di una parrocchia compresa nella zona pastorale della Pedemontana.

## Storia
Il luogo di culto romanico originario fu probabilmente edificato nel X secolo, ma le più antiche testimonianze certe della sua esistenza risalgono soltanto al 1230, quando la Plebs de Zarliano fu menzionata nel Capitulum seu Rotulus Decimarum della diocesi di Parma; all'epoca dalla pieve dipendevano le cappelle di San Pietro nel castello di Felino, di San Cristoforo e di Santa Maria a Felino, di Sant'Ilario a Sant'Ilario Baganza e di San Lorenzo a Paderno.
L'importanza della pieve crebbe nei secoli seguenti, insieme al numero di cappelle poste nella sua giurisdizione; dapprima fu aggiunta quella di San Michele di San Michele Gatti, documentata nel 1299, e successivamente quella di San Giacomo di Cevola, citata nel 1354.
Nel 1601 nella chiesa fu istituito un beneficio ecclesiastico intitolato alla Vergine.
Intorno alla metà del XVIII secolo, a causa delle precarie condizioni strutturali, l'edificio medievale fu demolito e nel 1775 fu completamente ricostruito in forme neoclassiche, unitamente alla sagrestia.
In numerose occasioni la duchessa di Parma Maria Luisa d'Asburgo-Lorena si recò a Barbiano e donò opere d'arte da collocare nella chiesa; per ricordare la sua visita del 1826, l'arciprete Giacomo Comelli scolpì una lapide onoraria in marmo e la collocò sul vicino colle di San Vincenzo; tuttavia, il monumento fu distrutto nel 1848 per vandalismo.
Il 7 settembre 1920 un devastante terremoto causò seri danni alla chiesa, che fu ristrutturata con la ricostruzione anche delle volte a crociera della navata.
Il 23 dicembre del 2008 una violenta scossa sismica provocò nuovi crolli nell'edificio, colpendo soprattutto la torre campanaria; i lavori di restauro e consolidamento strutturale furono avviati nel 2012.

## Descrizione

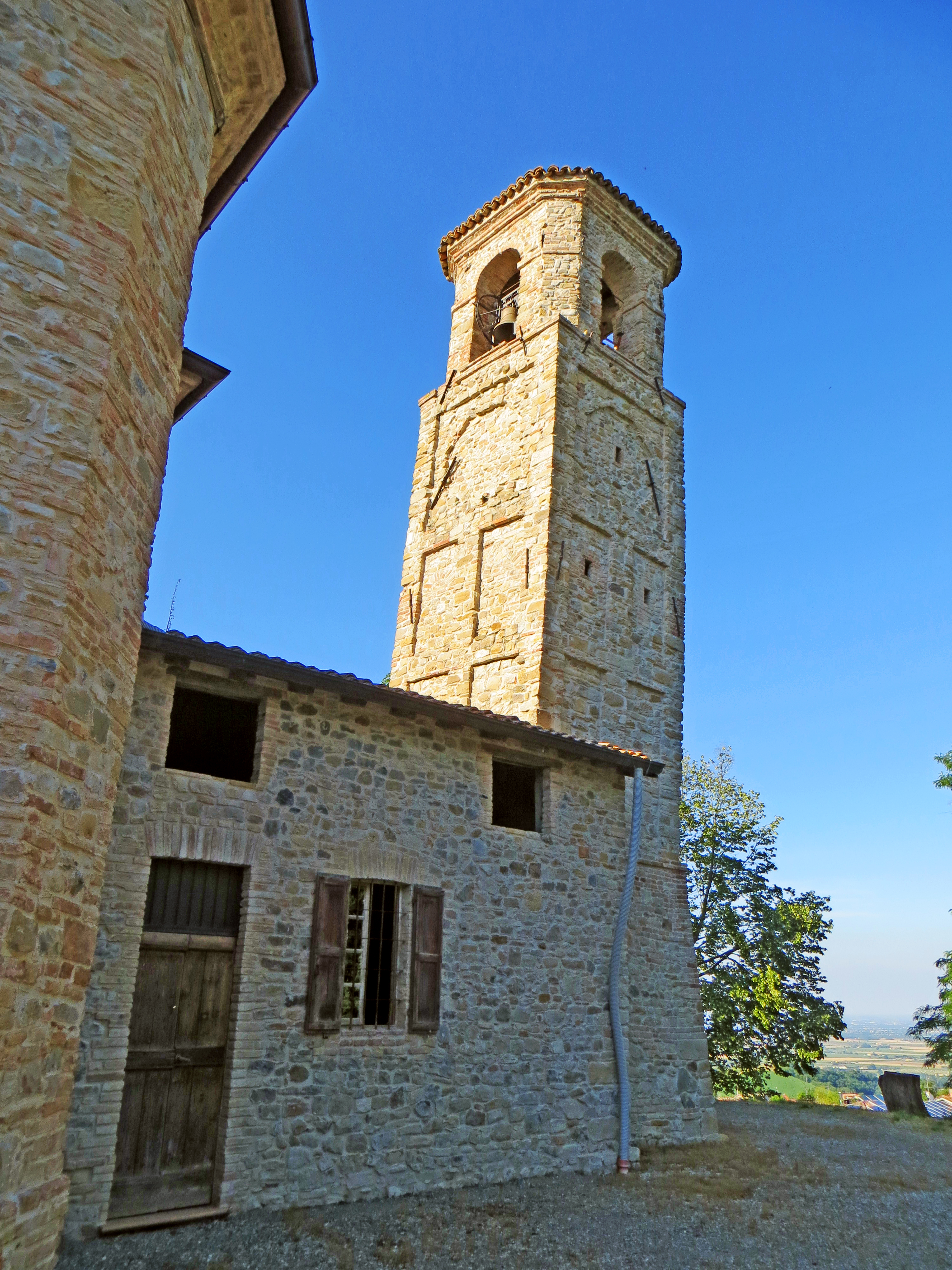
Canonica e campanile

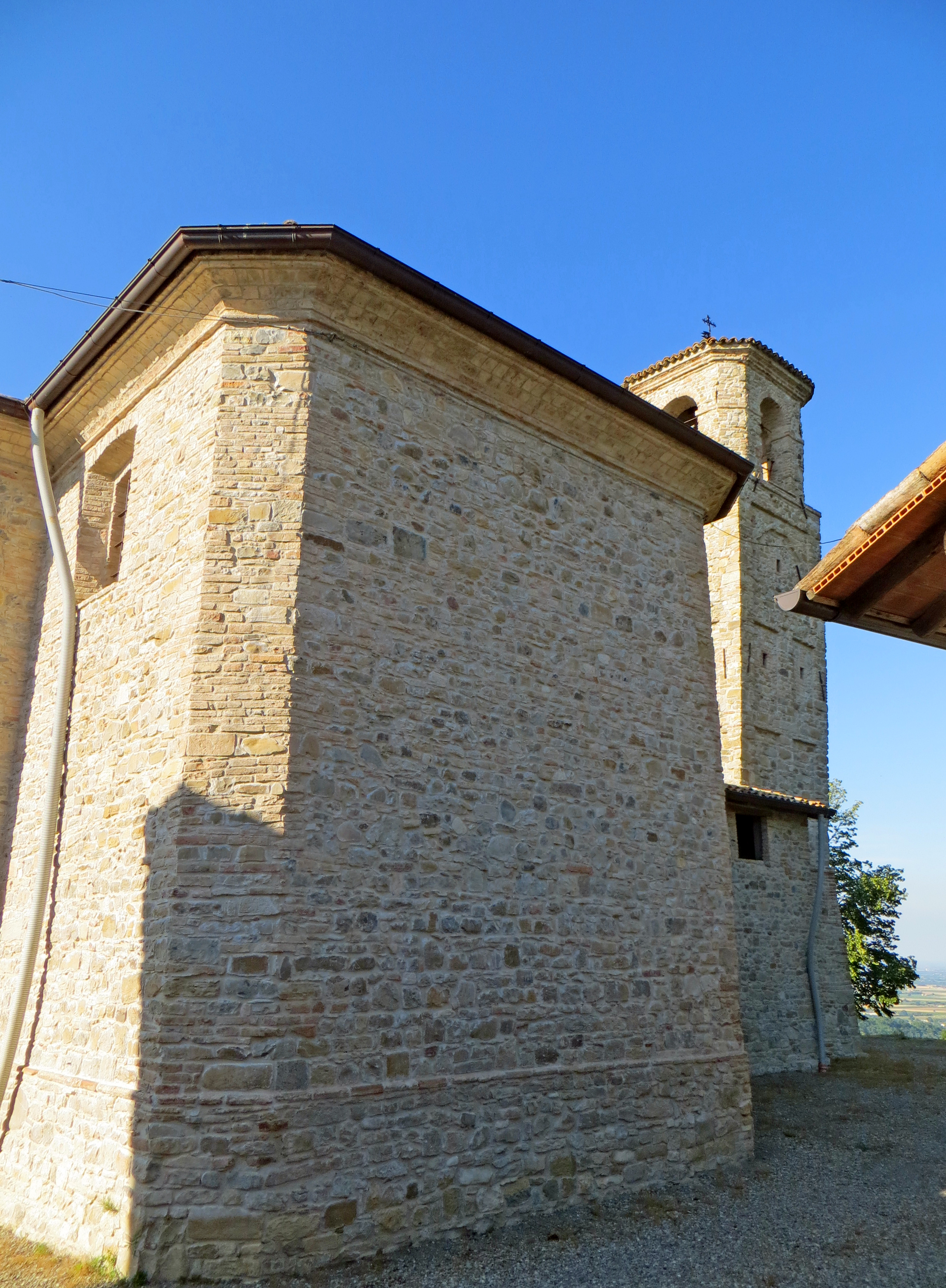
Abside

La piccola chiesa si sviluppa in posizione collinare su un impianto a navata unica affiancata da tre cappelle laterali, di cui due sulla destra e una sulla sinistra, con ingresso a ovest e presbiterio a est; al fianco nord sono addossate la sagrestia e la canonica.
La simmetrica facciata a capanna, interamente rivestita in sasso a vista come il resto dell'edificio, è caratterizzata dalla presenza del portale d'accesso centrale delimitato da una cornice modanata intonacata; più in alto nel mezzo una finestra ad arco mistilineo, profondamente strombata, spezza la cornice aggettante dell'ampio frontone triangolare di coronamento.
Dal fianco libero destro, illuminato da piccole aperture quadrate in sommità, aggetta il volume delle cappelle; sul lato opposto si allungano la sagrestia e la canonica, sul cui retro si erge su un alto basamento a scarpa il massiccio campanile, ornato con specchiature rettangolari e quadrate; la cella campanaria a pianta ottagonale si affaccia sulle quattro fronti attraverso ampie monofore ad arco a tutto sesto.
All'interno la navata, interamente intonacata, è coperta da una serie di volte a crociera; i fianchi sono decorati con paraste doriche, a sostegno del cornicione perimetrale modanato in aggetto; le cappelle laterali, chiuse superiormente da volte a botte, si affacciano sull'aula attraverso ampie arcate a tutto sesto.
Il presbiterio, lievemente sopraelevato, è preceduto dall'arco trionfale, retto da paraste doriche; l'ambiente, coronato da una volta a crociera, è illuminato lateralmente da due finestrelle in sommità; al centro è collocato l'altare maggiore a mensa in pietra, aggiunto intorno al 1980.
La chiesa accoglie due altari lignei risalenti al XVIII secolo, tra cui quello dedicato alla Madonna di Costantinopoli, intagliato nel 1775; all'interno sono inoltre presenti numerosi oli di pregio, tra cui lo Sposalizio di santa Caterina, eseguito probabilmente da Giulio Cesare Amidano agli inizi del XVII secolo, la Madonna di Costantinopoli, dipinta da Gaetano Callani nel 1806, la Morte di San Giuseppe, opera di un pittore della scuola del Callani, la Divina Pastora, risalente ai primi anni del XVIII secolo, Santa Lucia Vergine e Martire, realizzata da Cesare Beseghi nel 1837 su commissione di Maria Luigia, e l'Annunciazione, raffigurata da Giocondo Viglioli nel 1835 e anch'esso donato dalla Duchessa; nel tempio è infine conservato un piviale lombardo degli ultimi anni del XVII secolo.